# Кубок СССР по футболу 1944
5-й розыгрыш Кубка СССР состоялся в июле-августе 1944 года. Обладателем Кубка впервые стал ленинградский «Зенит», также впервые Кубок покинул Москву. Предыдущий обладатель Кубка московский «Спартак» уступил ленинградцам в дополнительном матче полуфинала.

## 1/16 финала
| Дата       | Команда 1                 | Счёт | Команда 2            |
| ---------- | ------------------------- | ---- | -------------------- |
| 30.07.1944 | Динамо (Тбилиси)          | +:-  | Динамо (Ереван)      |
| 30.07.1944 | Зенит (Ленинград)         | 3:1  | Динамо (Москва)      |
| 30.07.1944 | Зенит (Таганрог)          | 1:5  | Динамо (Баку)        |
| 30.07.1944 | Крылья Советов (Куйбышев) | 1:5  | Локомотив (Москва)   |
| 30.07.1944 | Стахановец (Сталино)      | 1:5  | Динамо-2 (Москва)    |
| 30.07.1944 | ЦДКА (Москва)             | 5:0  | Трактор (Сталинград) |
| 30.07.1944 | Зенит (Свердловск)        | 2:11 | Динамо (Ленинград)   |
| 02.08.1944 | Трактор (Челябинск)       | 4:6  | ДКА (Новосибирск)    |

## 1/8 финала
| Дата       | Команда 1           | Счёт     | Команда 2               |
| ---------- | ------------------- | -------- | ----------------------- |
| 30.07.1944 | Динамо (Иваново)    | 0:6      | Крылья Советов (Москва) |
| 06.08.1944 | Динамо (Баку)       | 2:1      | Динамо (Тбилиси)        |
| 06.08.1944 | Динамо (Киев)       | 1:2 д.в. | Спартак (Москва)        |
| 06.08.1944 | Динамо-2 (Москва)   | 0:0 д.в. | Зенит (Ленинград)       |
| 07.08.1944 | Динамо-2 (Москва)   | 0:1      | Зенит (Ленинград)       |
| 06.08.1944 | ДКА (Новосибирск)   | 1:5      | Динамо (Ленинград)      |
| 06.08.1944 | Локомотив (Харьков) | 2:3      | Авиаучилище (Москва)    |
| 06.08.1944 | Торпедо (Горький)   | 2:3      | Торпедо (Москва)        |
| 06.08.1944 | ЦДКА (Москва)       | 5:0      | Локомотив (Москва)      |

## 1/4 финала
| Дата       | Команда 1          | Счёт | Команда 2               |
| ---------- | ------------------ | ---- | ----------------------- |
| 12.08.1944 | Торпедо (Москва)   | 2:1  | Крылья Советов (Москва) |
| 13.08.1944 | Динамо (Ленинград) | 1:4  | ЦДКА (Москва)           |
| 13.08.1944 | Спартак (Москва)   | 1:0  | Авиаучилище (Москва)    |
| 16.08.1944 | Зенит (Ленинград)  | 1:0  | Динамо (Баку)           |

## 1/2 финала

### ЦДКА — «Торпедо» Москва
| 20 августа 1944 | \| ЦДКА \| 3:2 (2:1) \| Торпедо \| \| Федотов 12′ · Щербатенко 12′ · Гринин 54′ \| Голы \| Пономарёв 2′, 77′ \| | Стадион: Динамо, Москва Зрителей: Судья: Н. Латышев (Москва) |
| ЦДКА: Никаноров, Лясковский, Кочетков, Прохоров, Гринин, Николаев, Федотов (к) (Дьяченко, 2-й тайм), Виноградов, Щербаков, Щербатенко, Дёмин Старший тренер: Борис Аркадьев Торпедо: Разумовский, Рёмин, Мошкаркин, Каричев, Ильин, Морозов, Яковлев, Г. Жарков, Пономарёв (к), Петров, В. Жарков Старший тренер: Виктор Маслов | |                                                              |
| ЦДКА | 3:2 (2:1) | Торпедо                                                      |
| Федотов 12′ · Щербатенко 12′ · Гринин 54′ | Голы | Пономарёв 2′, 77′                                            |

### «Спартак» Москва — «Зенит» Ленинград
| 22 августа 1944 | \| Спартак (Москва) \| 2:2 (0:0, 2:2, 0:0, д. в.) \| Зенит (Ленинград) \| \| Глазков 20' · Климов 68′ · Глазков 72′ \| Голы \| 65′ Сальников · 88′ Смирнов · 117' Бодров \| | Стадион: Динамо, Москва Зрителей: 50 000 Судья: Э. Саар (Таллин) |
| Спартак: Леонтьев, Вас. Соколов (к), Викт. Виктор Соколов, Тучков, Малинин, Гуляев, Конов (Рязанцев, 2-й тайм), Семёнов, Климов, А. Соколов, Глазков Главный тренер: Константин Квашнин Зенит: Иванов, Копус, Куренков (к), Пшеничный, Яблочкин, Бодров, Левин-Коган, Смирнов, Чучелов, Ларионов, Сальников Главный тренер: Константин Лемешев | |                                                                  |
| Спартак (Москва) | 2:2 (0:0, 2:2, 0:0, д. в.) | Зенит (Ленинград)                                                |
| Глазков 20' · Климов 68′ · Глазков 72′ | Голы | 65′ Сальников · 88′ Смирнов · 117' Бодров                        |

| 23 августа 1944 | \| Спартак (Москва) \| 0:1 (0:0, 0:0, 0:1, д. в.) \| Зенит (Ленинград) \| \| \| Голы \| 97′ Чучелов \| | Стадион: Динамо, Москва Зрителей: 50 000 Судья: Э. Саар (Таллин) |
| Спартак: Леонтьев, Вас. Соколов (к), Викт. Виктор Соколов, Тучков, Малинин, Гуляев, Тимаков, Конов (Семёнов, 91), Смыслов, Климов, Глазков Главный тренер: Константин Квашнин Зенит: Иванов, Копус, Куренков (к), Пшеничный, Яблочкин, Бодров, Левин-Коган, Смирнов, Чучелов, Ларионов, Сальников Главный тренер: Константин Лемешев | |                                                                  |
| Спартак (Москва) | 0:1 (0:0, 0:0, 0:1, д. в.)                                                                             | Зенит (Ленинград)                                                |
| | Голы                                                                                                   | 97′ Чучелов                                                      |

## Финал
| 27 августа 1944 | \| ЦДКА \| 1:2 (1:0) \| Зенит (Ленинград) \| \| Гринин 35' \| Голы \| Чучелов 58' Сальников 68' \| | Стадион: Динамо, Москва Зрителей: 70 000 Судья: Эльмар Саар (Таллин) |
| ЦДКА: Никаноров, Прохоров, Кочетков, Лясковский, Виноградов (Шлычков, 53), Щербаков, Гринин, Николаев, Федотов, Щербатенко, Дёмин Главный тренер: Борис Аркадьев Зенит: Иванов, Копус, Куренков, Пшеничный, Бодров, Яблочкин, Левин-Коган, Смирнов, Чучелов, Ларионов, Сальников Главный тренер: Константин Лемешев | |                                                                      |
| ЦДКА | 1:2 (1:0)                                                                                          | Зенит (Ленинград)                                                    |
| Гринин 35' | Голы                                                                                               | Чучелов 58' Сальников 68'                                            |

За победу в Кубке футболисты и главный тренер «Зенита» получили памятные дипломы и медали «За оборону Ленинграда».